# Scottish Challenge Cup
La Scottish Challenge Cup è una competizione calcistica scozzese. La manifestazione fu creata nel 1990 per commemorare il centenario della fondazione della Scottish Football League.
Il concetto alla base del torneo è molto simile a quello della Football League Trophy inglese.
Alla competizione avevano accesso tutte le 30 squadre dell'ex Scottish Football League, ossia quelle che partecipano alla Scottish Championship, alla Scottish League One e alla Scottish League Two, più due squadre dilettantistiche per completare il tabellone. A partire dal 2016 la competizione è allargata a 54 squadre, con l'aggiunta delle formazioni giovanili delle squadre della Scottish Premiership, di altre due formazioni di Highland e Lowland Football League, e di altre 4 squadre campioni e partecipanti alla IFA Premiership e alla Welsh Premier League, estendendo la competizione oltre i confini della Scozia.

## Nomi (sponsorizzazioni)
- B&Q Centenary Cup (1990 - 1991)
- B&Q Cup (1991 - 1995)
- Scottish Football League Challenge Cup (1995 - 1998)
- Bell's Challenge Cup (1999 - 2002)
- Bell's Cup (2002 - 2006)
- Scottish Football League Challenge Cup (2006 - 2008)
- ALBA Challenge Cup (2008 - 2011)
- Ramsdens Cup (2011 - 2014)
- Petrofac Training Cup (2014 - 2016)
- IRN-BRU Cup (2016 - )

## Finali
| Stagione  | Campione                                              | Risultato                                             | Finalista                                             |
| --------- | ----------------------------------------------------- | ----------------------------------------------------- | ----------------------------------------------------- |
| 1990-1991 | Dundee F.C.                                           | 3 - 2 (dts)                                           | Ayr United                                            |
| 1991-1992 | Hamilton Academical                                   | 1 - 0                                                 | Ayr United                                            |
| 1992-1993 | Hamilton Academical                                   | 3 - 2                                                 | Morton                                                |
| 1993-1994 | Falkirk                                               | 3 - 0                                                 | St. Mirren                                            |
| 1994-1995 | Airdrieonians                                         | 3 - 2 (dts)                                           | Dundee F.C.                                           |
| 1995-1996 | Stenhousemuir                                         | 0 - 0 (5-4 dcr)                                       | Dundee Utd                                            |
| 1996-1997 | Stranraer                                             | 1 - 0                                                 | St. Johnstone                                         |
| 1997-1998 | Falkirk                                               | 1 - 0                                                 | Queen of the South                                    |
| 1998-1999 | Competizione sospesa per mancanza di sponsorizzazione | Competizione sospesa per mancanza di sponsorizzazione | Competizione sospesa per mancanza di sponsorizzazione |
| 1999-2000 | Alloa Athletic                                        | 4 - 4 (5-4 dcr)                                       | Inverness                                             |
| 2000-2001 | Airdrieonians                                         | 2 - 2 (4-3 dcr)                                       | Livingston                                            |
| 2001-2002 | Airdrieonians                                         | 2 - 1                                                 | Alloa Athletic                                        |
| 2002-2003 | Queen of the South                                    | 2 - 0                                                 | Brechin City                                          |
| 2003-2004 | Inverness                                             | 2 - 0                                                 | Airdrie United                                        |
| 2004-2005 | Falkirk                                               | 2 - 1                                                 | Ross County                                           |
| 2005-2006 | St. Mirren                                            | 2 - 1                                                 | Hamilton Academical                                   |
| 2006-2007 | Ross County                                           | 1 - 1 (5-4 dcr)                                       | Clyde                                                 |
| 2007-2008 | St. Johnstone                                         | 3 - 2                                                 | Dunfermline Athletic                                  |
| 2008-2009 | Airdrie United                                        | 2 - 2 (5-4 dcr)                                       | Ross County                                           |
| 2009-2010 | Dundee                                                | 3 - 2                                                 | Inverness                                             |
| 2010-2011 | Ross County                                           | 2 - 0                                                 | Queen of the South                                    |
| 2011-2012 | Falkirk                                               | 1 - 0                                                 | Hamilton Academical                                   |
| 2012-2013 | Queen of the South                                    | 1 - 1 (6-5 dcr)                                       | Partick Thistle                                       |
| 2013-2014 | Raith Rovers                                          | 1 - 0 (dts)                                           | Rangers                                               |
| 2014-2015 | Livingston                                            | 4 - 0                                                 | Alloa Athletic                                        |
| 2015-2016 | Rangers                                               | 4 - 0                                                 | Peterhead                                             |
| 2016-2017 | Dundee Utd                                            | 2 - 1                                                 | St. Mirren                                            |
| 2017-2018 | Inverness                                             | 1 - 0                                                 | Dumbarton                                             |
| 2018-2019 | Ross County                                           | 3 - 1                                                 | Connah's Quay Nomads                                  |
| 2019-2020 | Titolo condiviso tra Inverness e Raith Rovers         | Titolo condiviso tra Inverness e Raith Rovers         | Titolo condiviso tra Inverness e Raith Rovers         |
| 2020-2021 | Competizione non disputata                            | Competizione non disputata                            | Competizione non disputata                            |
| 2021-2022 | Raith Rovers                                          | 3 - 1                                                 | Queen of the South                                    |
| 2022-2023 | Hamilton Academical                                   | 1 - 0                                                 | Raith Rovers                                          |
| 2023-2024 | Airdrieonians                                         | 2 - 1                                                 | The New Saints                                        |

## Vittorie per squadra
| Club                | Vittorie | Ultima vittoria | Finali perse | Ultima sconfitta | Finali disputate |
| ------------------- | -------- | --------------- | ------------ | ---------------- | ---------------- |
| Falkirk             | 4        | 2011-12         | 0            | —                | 4                |
| Hamilton Academical | 3        | 2022-23         | 2            | 2011-12          | 5                |
| Inverness           | 3        | 2019-20         | 2            | 2009-10          | 5                |
| Ross County         | 3        | 2018-19         | 2            | 2008-09          | 5                |
| Raith Rovers        | 3        | 2021-22         | 1            | 2022-23          | 4                |
| Airdrieonians       | 3        | 2001-02         | 0            | —                | 3                |
| Airdrie Utd         | 2        | 2023-24         | 1            | 2003-04          | 2                |
| Queen of the South  | 2        | 2012-13         | 3            | 2021-22          | 5                |
| Dundee              | 2        | 2009-10         | 1            | 1994-95          | 3                |
| Alloa Athletic      | 1        | 1999-00         | 2            | 2014-15          | 3                |
| Dundee Utd          | 1        | 2016-17         | 1            | 1995-96          | 2                |
| Rangers             | 1        | 2015-16         | 1            | 2013-14          | 2                |
| Livingston          | 1        | 2014-15         | 1            | 2000-01          | 2                |
| St. Johnstone       | 1        | 2007-08         | 1            | 1996-97          | 2                |
| St. Mirren          | 1        | 2005-06         | 2            | 2016-17          | 3                |
| Stranraer           | 1        | 1996-97         | 0            | —                | 1                |
| Stenhousemuir       | 1        | 1995-96         | 0            | —                | 1                |
| Ayr Utd             | 0        | —               | 2            | 1991-92          | 2                |
| The New Saints      | 0        | —               | 1            | 2023-24          | 1                |
| Connah's Q.N.       | 0        | —               | 1            | 2018-19          | 1                |
| Dumbarton           | 0        | —               | 1            | 2017-2018        | 1                |
| Peterhead           | 0        | –               | 1            | 2015-16          | 1                |
| Partick Thistle     | 0        | —               | 1            | 2012-13          | 1                |
| Dunfermline         | 0        | —               | 1            | 2007-08          | 1                |
| Clyde               | 0        | —               | 1            | 2006-07          | 1                |
| Brechin City        | 0        | —               | 1            | 2002-03          | 1                |
| Morton              | 0        | —               | 1            | 1992-93          | 1                |